# Strijkkwartet nr. 1 (Bridge)
Frank Bridge voltooide zijn Strijkkwartet nr. 1 in e-mineur “Bologna” in 1906. Bridge schreef relatief vaak werken die bestemd waren om mee te doen in één of andere wedstrijd. In eigen land was dat de Competitie van Cobbett voor lichtelijk afwijkende strijkkwartetten. Dit Strijkkwartet nr. 1 (eigenlijk zijn tweede strijkkwartet) zette Bridge binnen één maand op papier en zond het in naar de Academica Filharmonica in Bologna, vandaar de bijnaam. Er waren 67 inzendingen en dit werk van Bridge stak daar met kop en schouders boven uit; het verkreeg als enige de mention d’honeur. Bridge werkte onder zulke tijdsdruk dat hij niet in de gelegenheid was een kopie (alles moest handmatig) van de vier partijen te maken. Hij kreeg de originelen pas 1½ jaar later terug en zodoende kon de eerste uitvoering pas veel later dan de voltooiing plaatsvinden. De plaats van de première op 16 juni 1909 was de Bechstein Hall (Wigmore Hall).
Bridge had de Royal College of Music net een aantal jaren verlaten, dus het werk heeft nog een zweem van zijn opleidingstijd in zich. Toch was er al een soort handtekening van de componist te zien; hij liet het vierdelige werk voorafgaan door een korte inleiding van vier maten (met als hoofdstem de cello).
De vier delen:
1. Adagio – Allegro appassionato
2. Adagio molto
3. Allegretto grazioso – animato
4. Allegro agitato – allegretto moderato – adagio molto

## Discografie
- Uitgave Naxos: Maggini Quartet opname 2002
- Uitgave Meridian: Bridge Quartet
- Uitgave: Delos: Shanghai Quartet